# Андре Жид
Андре Пол Гийом Жид (на френски: André Gide, André Paul Guillaume Gide) е френски писател, награден с Нобелова награда за литература за 1947 година „за неговите задълбочени и художествено значими текстове, в които проблемите и положението на човека са представени с безстрашна любов към истината и изострена психологическа проницателност“. Кариерата му се развива от корените си в движението на символизма до появата на антиколониализма между двете световни войни. Произведенията на Жид са вдъхновение за писатели като Албер Камю и Жан-Пол Сартър.
Известен както с художествената си проза, така и с автобиографичните си книги, Андре Жид показва на публиката конфликта и в крайна сметка взаимното примирение между двете страни на личността му, разкъсвана от строгото възпитание и тесногръдия обществен морал. Произведенията му могат да се разглеждат като изследване на свободата и разкрепостяването в лицето на морализаторски и пуритански ограничения и се фокусират върху непрекъснатите му усилия да постигне интелектуална честност. Самоаналитичните му текстове отразяват неговите търсения как да бъде изцяло себе си без в същото време да изневерява на ценностите си. Политическата му активност е вдъхновена от същата етика, както демонстрира отричането му от комунизма след посещението в Съветския съюз през 1936 година.

## Биография

### Произход и младежки години
Андре Жид е роден в Париж на 22 ноември 1869 г. Баща му, Пол Жид, е професор по право във факултета в Париж. Произхожда от силно вярващо протестантско семейство от Узес. Майка му Жулиет Рондо е родена в Руан и израства в заможно буржоазно семейство. Андре Жид прекарва детството си в Париж и в Нормандия, в Руан и в Ла Рок Беняр, както и при баба си в Узес, запленен от тамошните пейзажи. Голяма роля в ранните му години изиграва Анна Шейкълтън – набожна шотландка, служила дълги години като гувернантка на семейството на майка му и свързана с приятелска връзка с нея. Нейната жизнерадост, нежност и интелигентност оказват голямо влияние върху младия Андре. Смъртта ѝ през 1884 г. оставя дълбок отпечатък у него. По-късно той я споменава в Тясната порта и в автобиографията си Ако зрънцето не умре.
Андре взима от рано уроци по пиано и достига професионално ниво. Самият той смята, че не е имал шанса да има първокласни учители, за да стане истински музикант. През 1877 г. започва да учи в Алзаското училище в Париж. Три месеца по-късно бива освободен от училище, защото се отдавал на „лоши навици“ (както тогава наричат непряко мастурбацията). След период на „лечение“, придружен от заплахата от кастрация на лекуващия го лекар и емоционалния натиск на семейството си, се завръща отново в училище, но не за дълго. „Лошите му навици“ отново взимат връх. Въпреки лекарските и семейните упреци той продължава да практикува своя „порок“, съпътстван от силни чувства за грях и тъжно поражение. На 23 години пише, че на тази възраст е „напълно девствен и тотално развратен“.
Бащата на Андре Жид умира на 28 октомври 1880, когато той е на 11 години. Загубата на щастливата и нежна връзка с баща му е огромен удар за Андре. Връзката с майка му, която се отнася по-скоро сурово с него, не е белязана от дълбока любов. През 1881 г. Жулиет Гид го завежда в Нормандия и поверява обучението му на не особено вдъхновяващ наставник. След това го завежда при чичо му Шарл Жид в Монпелие. Подложен на психологически натиск от съучениците си, Андре бива освободен от училище поради нервно заболяване, което той донякъде симулира. След поредица лечения отново се завръща в Алзаското училище в Париж, докато пристъпите на мигрена не слагат край на обучението му там. Следват периоди на престой в Париж и Руан, където продължава да учи с променлив успех под ръководството на частни учители.
През 1882 г. в Руан става съпричастен на тайната мъка на братовчедка му Мадлен във връзка с извънбрачните връзки на майка ѝ. Той се привързва силно към братовчедка си, впечатлен от съзнанието за злото, строгостта ѝ и твърдото ѝ убеждение в това, какво е правилно. Тази разлика с неговите собствени убеждения го привлича. Скоро Андре се влюбва в идеалния образ на братовчедка си, по чисто платоничен и въпреки това страстен начин.
Между 1885 и 1888 г. изживява силен религиозен период, споделен в кореспонденция с братовчедка си и четене заедно на Библията. Той изследва дълбоко библейските текстове, гръцката литература и практикува аскетизъм.

### Първи стъпки в литературата
През 1887 г. отново се записва в Алзаското училище и учи риторика. Там се запознава с бъдещия поет и романист Пиер Луи, с когото имат дълбоко приятелство, разпалвано от интереса им към литературата и от общото им желание да пишат. През 1889 г. минава матура по философия. Започва да посещава литературните сбирки, в които се среща с множество писатели. Първият му сборник Les Cahiers d'André Walter бива посрещнат с одобрение от критиката, но остава незабелязан от читателите. Запознава се с писателя и политик Морис Барес, както и със Стефан Маларме. Контактът с последния превръща религиозния му мистицизъм в естетичен мистицизъм. Завързва трайно приятелство с Пол Валери, като същевременно в отношенията му с Пиер Луи и с братовчедка му настъпва охлаждане. Андре Жид обвинява и двамата в егоцентризъм. Мадлен отказва предложението му за брак и се отдръпва от него.
През 1891 г., малко след написването на Traité du Narcisse, Андре Жид се среща с Оскар Уайлд. Англичанинът го плаши и впечатлява едновременно. Жид започва да се отдалечава от своя литературен образ André Walter, от аскетичния идеал и отхвърлянето на живота.
През 1891 г. Андре Жид пътува до Германия, където чете задълбочено Гьоте. По това време започва да мисли че „е задължение да си доставиш щастие“. В Élégies romaines той легитимира удоволствието, в противовес на пуританизма, в който е живял дотогава.
През 1893 и 1894 г. Жид пътува в Северна Африка, където открива хомосексуалната си нагласа.
През 1908 г. Жид основава литературното списание Nouvelle Revue Française („Ново френско списание“). През 1918 г. среща Дороти Бюси, която превежда произведенията му на английски. Тяхното приятелство продължава тридесет години.
През 1923 г. Жид пише книга за Достоевски. От 1924 до 1926 г. са публикувани три произведения на Жид сходни по тематика и автобиографични данни, в които писателят се опитва да обоснове философски и със сократически методи да реабилитира хомосексуалността.
Известно време Жид е привлечен от идеите на комунизма, но през 1936 г. след пътуването в СССР се разочарова и се отдръпва от тези идеи. Вместо това пише две книги с яростна критика на съветското общество.
През 1947 г. му е присъдена Нобеловата награда за литература и е избран за почетен доктор на Оксфордския университет.
Жид умира през 1951 г. Римокатолическата църква забранява неговите произведения през 1952 година.

### Романи, новели, разкази
- Les cahiers d'André Walter
- Le voyage d'Urien
- Paludes (1895)
- El Hadj
- Le Prométhée mal enchaîné
- L'immoraliste
- Le retour de l'enfant prodigue
- La porte étroite
- Isabelle
- „Подземията на Ватикана“ (Les Caves du Vatican, 1914)
- La Symphonie Pastorale
- Les faux-monnayeurs
- L'école des femmes (1929)
- Robert (1930)
- Geneviève (1936)
- Thésée (1946)
- La Ramier

### Поезия
- Les poésies d'André Walter (1892)
- La tentative amoureuse, ou le traité du vain désir (1893)
- Les nourritures terrestres (1897)
- L'offrande lyrique (1913)
- Les nouvelles nourritures (1935)

### Драматургия
- Philoctète (1899)
- Le roi Candaule (1901)
- Saül (1903)
- Bethsabé (1912)
- Œdipe (1931)
- Perséphone (1943)
- Le retour (1946)
- Le procès (1947)

### Автобиографични творби
- Si le grain ne meurt (1926)
- Et Nunc Manet in Te (1951)
- Journals, 1889 – 1949
- Ainsi-soit-il, ou: Les jeux sont faits' (1952)

### Пътеписи
- Amyntas (1906)
- La marche Turque (1914)
- Voyage au Congo (1927)
- Le retour de Tchad (1928)
- Retour de l'U. R. S. S. (1936)
- Retouches â mon retour de l'U. R. S. S. (1937)
- A Naples – Reconnaissance à l'Italie (1937)

### Философски и религиозни есета
- Corydon (1920)
- Numquid et tu...? (1922)

### Критически текстове върху литературата, изобразителното изкуство и музиката
- Le traité du Narcisse: Theorie du symbole (1891)
- Réflexions sur quelques points de littérature (1897)
- Lettres à Angèle (1900)
- De l'influence en littérature (1900)
- Les limites de l'art (1901)
- De l'importance du public (1903)
- Oscar Wilde (1910)
- Dostoïevsky (1923)
- Le journal des faux-monnayeurs (1926)
- Essai sur Montaigne (1929)
- Découvrons Henri Michaux (1941)
- Paul Valéry (1947)
- Notes sur Chopin (1948)
- Anthologie de la poésie française (1949)

### Сборници с есета и лекции
- Prétextes (1903)
- Nouveaux prétextes (1911)
- Morceaux choisis (1921)
- Incidences (1924)
- Ne jugez pas (1931)
- Littérature engagée (1950)